# 团羽鳞盖蕨
团羽鳞盖蕨（学名：Microlepia obtusiloba）为姬蕨科鳞盖蕨属下的一个种。

## 扩展阅读
- 維基物種上的相關：团羽鳞盖蕨